# Weenzen
Weenzen település Németországban, azon belül Alsó-Szászország tartományban. Lakosainak száma 362 fő (2016. november 30.).

## Népesség
A település népességének változása:

| 2016 | 362 |